# Angel of Small Death & the Codeine Scene
Angel of Small Death & the Codeine Scene is een nummer van de Ierse singer-songwriter Hozier uit 2015. Het is de zesde single van zijn titelloze debuutalbum.
Op "Angel of Small Death & the Codeine Scene" bezingt Hozier een minnares met slechte bedoelingen. Net als voor meerdere tracks op zijn album, heeft Hozier zich ook voor dit nummer laten inspireren door het boek A Portrait of the Artist as a Young Man van James Joyce uit 1916. Het nummer bereikte enkel de hitlijsten in Vlaanderen, waar het een bescheiden succesje werd met een 4e positie in de Tipparade.